# Богдан Петковић
Богдан Петковић (Пријебљези, код Босанског Свињара, 19. септембар 1912 — Београд, 18. март 1995) био је познати београдски посластичар, председник Удружења занатлија Београда и потпредседник Удружења „Привредник“.

## Биографија
Рођен је 19. септембра 1912. године у селу Пријебљези, код Босанског Свињара (данас Србац), у породици сиромашних родитеља Љубише и Стоје Петковић. Отац Љубиша био је, као и сви Срби од 18. до 33. године живота, мобилисан у аустроугарску војску. Прошао је балканско ратиште и, у другој бици код Пијаве, погинуо 18. јуна 1918. године. Мајка Стоја преудала се 1918. и из другог брака имала је сина Ђорђа Гајића, који је 1943. године погинуо као партизан. Очух је настојао да га школује и пошаље на занат. Основну школу завршио је у Разбоју, са одличним успехом.
Након Првог светског рата, Српско привредно друштво Привредник (1897—1946) учинило је много напора на збрињавању ратне сирочади. Тако је Богдан збринут на занат како би се оспособио да сам себи обезбеди егзистенцију а на препоруку сеоског учитеља и свештеника. Матеј Вицић, био му је, тзв. повереник, то јест лице које је дало препоруку, за упис на занат.
Kao питомац Српског привредног друштва Привредник, у дванаестој години живота, одлази 18.08. 1924. године у Ниш,, да изучи посластичарски занат код Александра Петковића. Случајно, његовог презимењака, са којим, није био у сродству. По завршетку заната долази у Београд 23. августа 1929. године.
Запослио се у кафани „Соко“, власништво Радисава Милановића. Радећи разне послове, од конобара, шанкера до кувара, у овој кафани, остаје до 15. септембра 1944. године. 
За време окупације (1941—1944), похађао је Бијелићеву сликарску школу на Коларчевом народном универзитету и атељеу мушке гимназије. Упознао се са Светиславом Стралом , и другим значајним именима југословенског сликарства.
У октобру 1944. године ухапшен је, али је, на ургенцију Слободана Крстића Уче високог официра ОЗНе убрзо пуштен на слободу. Живео је у Рибничкој улици на Вождовцу.
Био је присталица демократске странке Давидовић-Грол. Ухапшен је 1948. године и, исте године правоснажно осуђен због „ непријатељске пропаганде“. Одмах је упућен на издржавање четворогодишње казне затвора у Сремској Митровици.
Ослобођењем, и доласком нових, комунистичких власти, однос према приватној својини се променио. То је утицало и на Богдана који, по изласку из затвора, тражећи посао, бива приморан да се упише на обуку за добијање звања висококвалификованог радника у посластичарству, како би стекао право да отвори сопствену радњу. Услов за то, био је стаж од једне године, у струци. Код, тада чувених београдских посластичара, Јована Ристића (од 20. јула до 31. октобра 1955. године) и Љубише Вујића (од 1. новембра 1955. до 1. новембра 1956. године) радио је, као посластичар. 
Мајсторски испит за висококвалификованог посластичара положио је 1957. године.
У више наврата, покушавао је да отвори своју прву самосталну посластичарску радњу, али власти то нису дозвољавале. 
Комунистичке власти нису благонаклоно гледале на приватну иницијативу. У једном таквом покушају, бива ухапшен (1962. године) и осуђен, на две године, због наводних нерегуларности са порезом. Казну је издржавао, опет, у Сремској Митровици. У затвору се упознаје са Милованом Ђиласом са којим, остаје до краја живота, пријатељ.
Тек, 1. јануара 1965. године, власти су дозволиле, да региструје посластичарску радњу „ Петковић“ у Таковској улици број 18. Убрзо, стиче сталне купце (муштерије) који проносе добар глас. У посластичарницу, долазиле су познате личности тадашњег Београда: професори, глумци, филмски радници, певачи, политичари итд. Укусни производи, високог квалитета, из ове радње, прочули су се и широм тадашње Југославије, захваљујући, пре свега близини зграде РТСа, у коју су долазиле познате личности из Загреба, Љубљане, Сарајева и других градова. Иван Хетрих је, 14. априла 1978. године, снимио, о Богдану Петковићу, получасовну емисију на телевизији Загреб. 
Био је један од првих посластичара у Београду који је увео у праксу у организовање неке врсте кетеринга. Комплетан мени за славе, рођендане и разне гозбе, смислио је, и правио, са својим мајсторима.

## Друштвени ангажман
Саградио је цркву у родном селу Пријебљези. Био је прилагач приликом штампања монографије: Спомен књига Српског привредног друштва „Привредник“, Београд 1984. године. Као способан и угледан занатлија, у току свог радног века, у два мандата је биран за председника Удружења занатлија Београда, а смрт га је затекла, на дужности потпредседника Удружења „ Привредник“.

## Породица
Син Братислав (1948–2021), позоришни писац и власник збирке старих аутомобила (27. јула 2012. године, изабран за министра културе и информисања у Влади Републике Србије) и кћи Братислава (1950)
Преминуо је 18. марта 1995. године у Београду. По изричитој жељи сахрањен је 21. марта 1995. године у родном селу Пријебљези код Српца.